# Svěrák

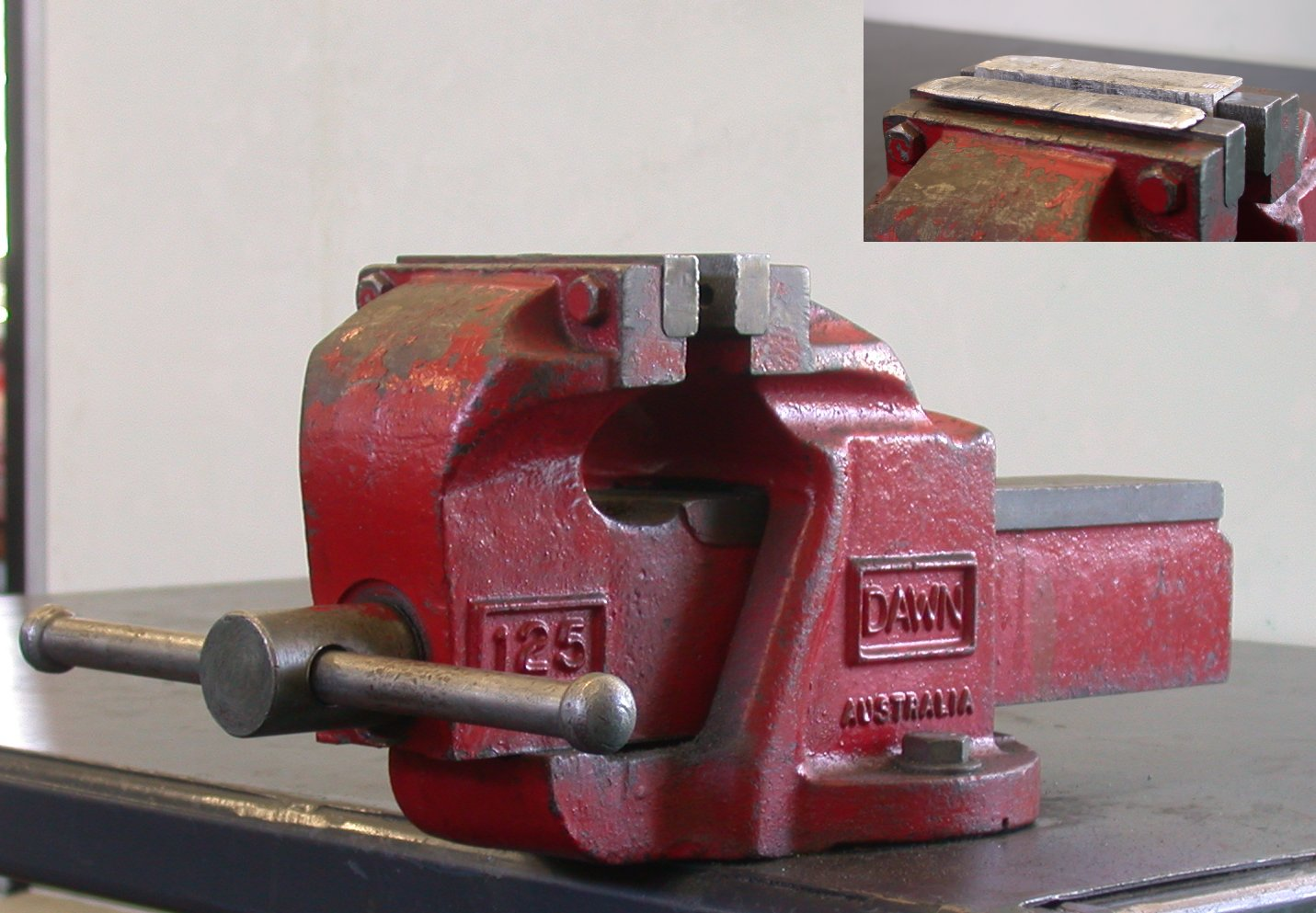
Zámečnický svěrák

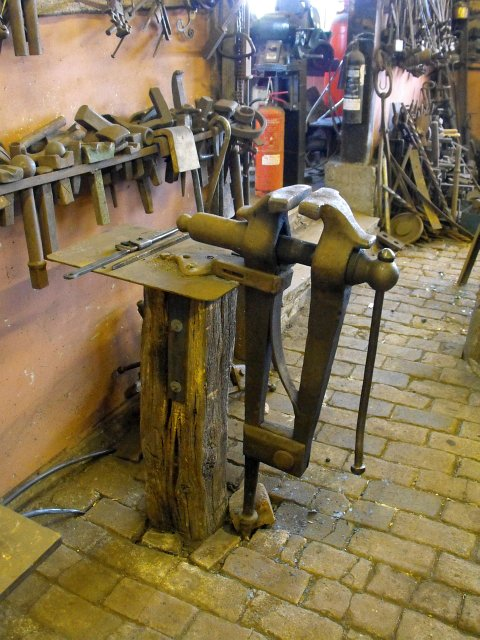
Kovářský svěrák

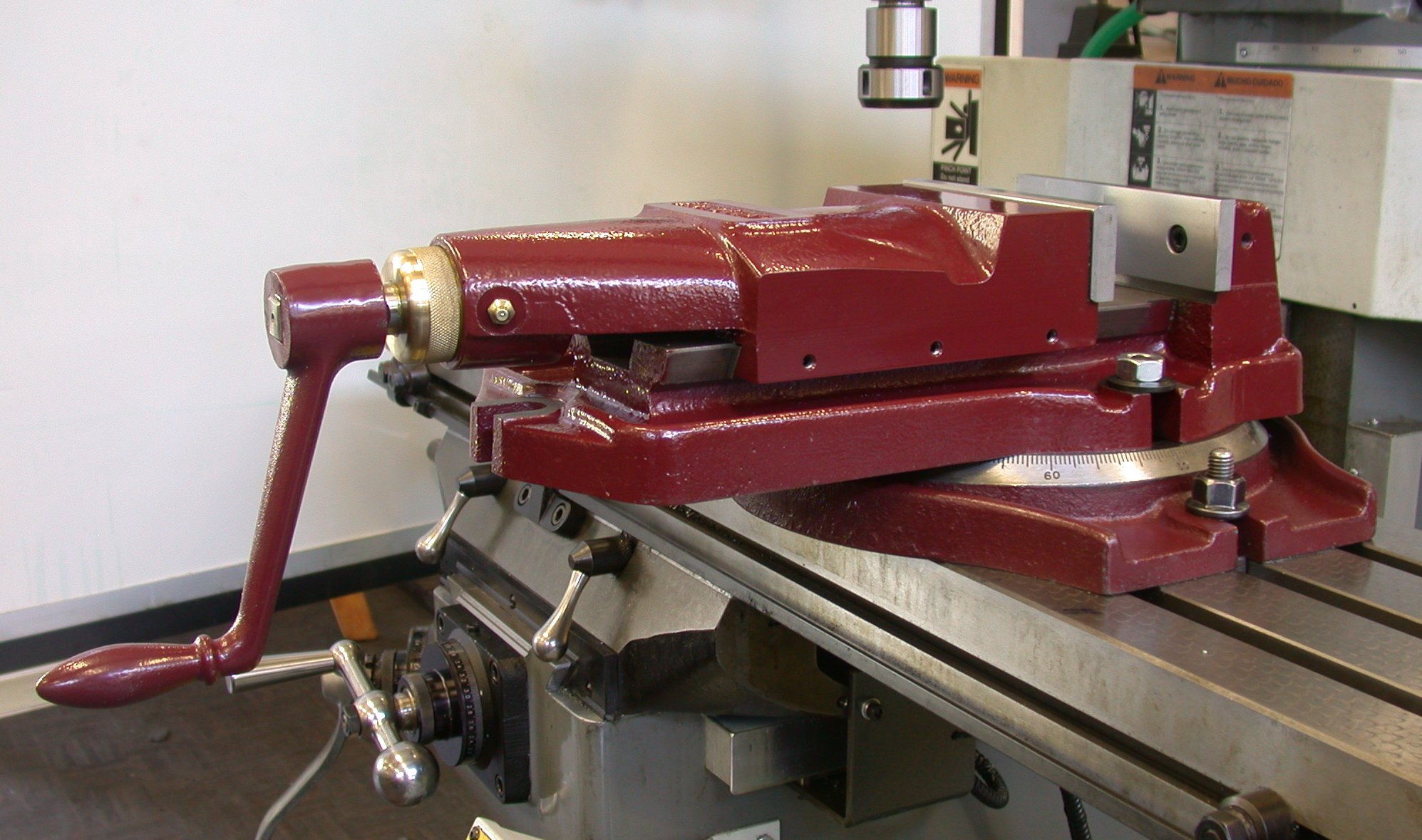
Strojní svěrák s možností natáčení

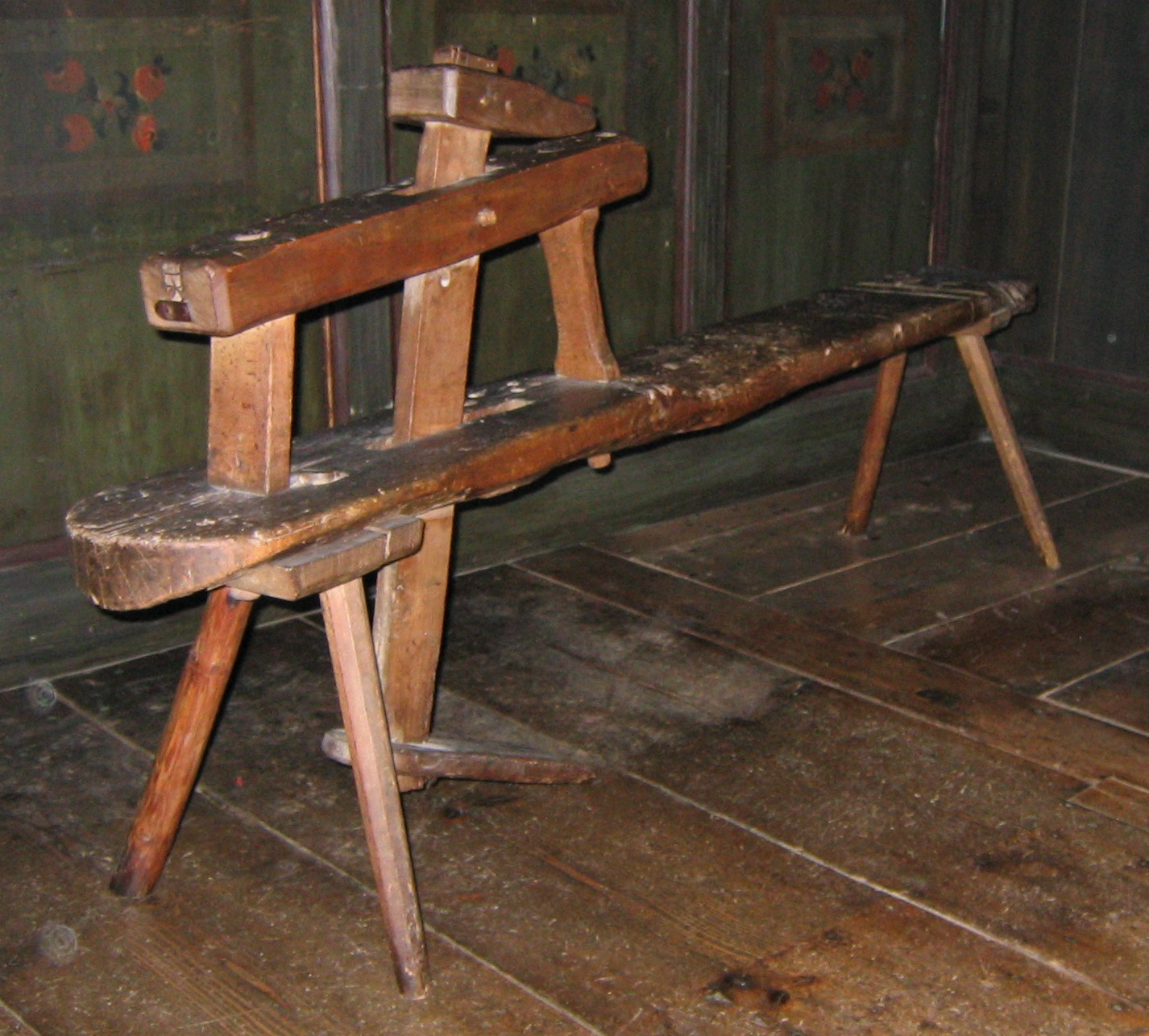
„Dědek“

Svěrák je dílenský nástroj, sloužící k upevnění opracovávaného kusu. Je tvořen dvojicí čelistí, z toho je jedna posuvná a jedna je pevná. Posun čelisti se provádí stahováním šroubem, nejčastěji s lichoběžníkovým (trapézovým) závitem.

## Druhy svěráků
- Zámečnický svěrák je vyroben z litiny, čelisti mají ocelové nástavce. Pohyblivá čelist má posuvné vedení, takže čelisti zůstávají rovnoběžné. Vyrábí se v různých velikostech a užívá se například v zámečnických, mechanických i domácích dílnách. V tomto svěráku není radno provádět ohyb např. pásoviny údery kladiva: litina je křehká a čelist by mohla prasknout. Při opracování měkčích nebo jemnějších součástí se mezi čelisti vkládají hliníkové nebo mosazné plechové vložky, aby se obrobek nepomačkal (na obrázku vpravo nahoře).
- Kovářský svěrák má čelisti vykované z oceli nebo odlité z ocelolitiny, takže snáší i silné údery kladiva. Pevná čelist je pevně připevněna k pracovnímu stolu nebo špalku. Přední čelist je výkyvná kolem čepu.
- Strojní svěrák patří do příslušenství kovoobráběcího stroje (frézka, vrtačka) a slouží k přesnému upínání (fixaci) obrobku na stůl stroje. Vyrábí se z litiny, posuvná čelist je přesně vedena a obě čelisti mají kalené a broušené výměnné nástavce. Některé svěráky lze natáčet kolem svislé osy nebo naklápět o přesný úhel. Vyrábějí se také svěráky s oběma čelistmi soustředně posuvnými. Moderní svěráky mohou mít pneumatický nebo hydraulický pohon, který umožňuje automatické upínání. Strojní svěráky osazené speciálně tvarovanými vložkami čelistí a polohovacími prvky představují velmi efektivní přípravky.
- Truhlářský svěrák je z tvrdého dřeva a je přímo součástí truhlářského ponku (hoblice).
- „Dědek“ (někdy zvaný také „osel“ – z němčiny nebo „strýc“ – na Valašsku) – dřevěné zařízení k upínání menších dřevěných kusů. Skládá se ze stolice k sezení a kyvné nožní páky, jejíž horní konec přidržuje kus. Používal se zejména při ruční výrobě šindelů a loukoťových kol pomocí pořízu.